# Messier 41
För stridsvagnen, se M41 Walker Bulldog
Messier 41 (M41) eller NGC 2287 är en öppen stjärnhop i stjärnbilden Stora hunden som ligger ungefär 4 grader söder om Sirius där den bildar med en ungefärligt ekvilateral triangel med Ny2 Canis Majoris mot väster; alla tre stjärnorna går in i samma synfält i en handkikare. De utgör insida den vanliga asterismen som dras upp för den sittande Stora hunden, översatt till latin till Canis Majoris. Med blotta ögat ser man hopen som en ljusfläck. Många av stjärnorna kan man se i kikare, men eftersom hopen täcker mer än 1/2 grad syns den bäst i vidvinkelobjektiv. Hopen upptäcktes före 1654 av Giovanni Battista Hodierna, men kan ha varit känd redan för Aristoteles omkring 325 f.Kr.

## Egenskaper
Messier 41 på natthimmel motsvarar ungefär fullmånens storlek.  Den innehåller omkring 100 stjärnor, inklusive flera röda jättar där den ljusaste har spektraltyp K3, skenbar magnitud 6,3 och ligger nära mitten, samt några vita dvärgar. Hopen beräknas röra sig bort från oss med 23,3 km/s. Stjärnhopens diameter är 25–26 ljusår (7,7–8,0 pc). Den beräknas vara 190 miljoner år gammal och har egenskaper och dynamik som tyder på en total förväntad livslängd på 500 miljoner år innan det kommer att ha upplösts.
Walter Scott Houston beskriver hopens utseende i små teleskop:
”Många visuella observatörer talar om att se böjda linjer av stjärnor i M41. Även om de verkar inkonsekventa på fotografier, sticker kurvorna ut starkt i mitt 10-tums teleskop, och den ljusröda stjärnan nära mitten av klustret är framträdande.”

## Galleri

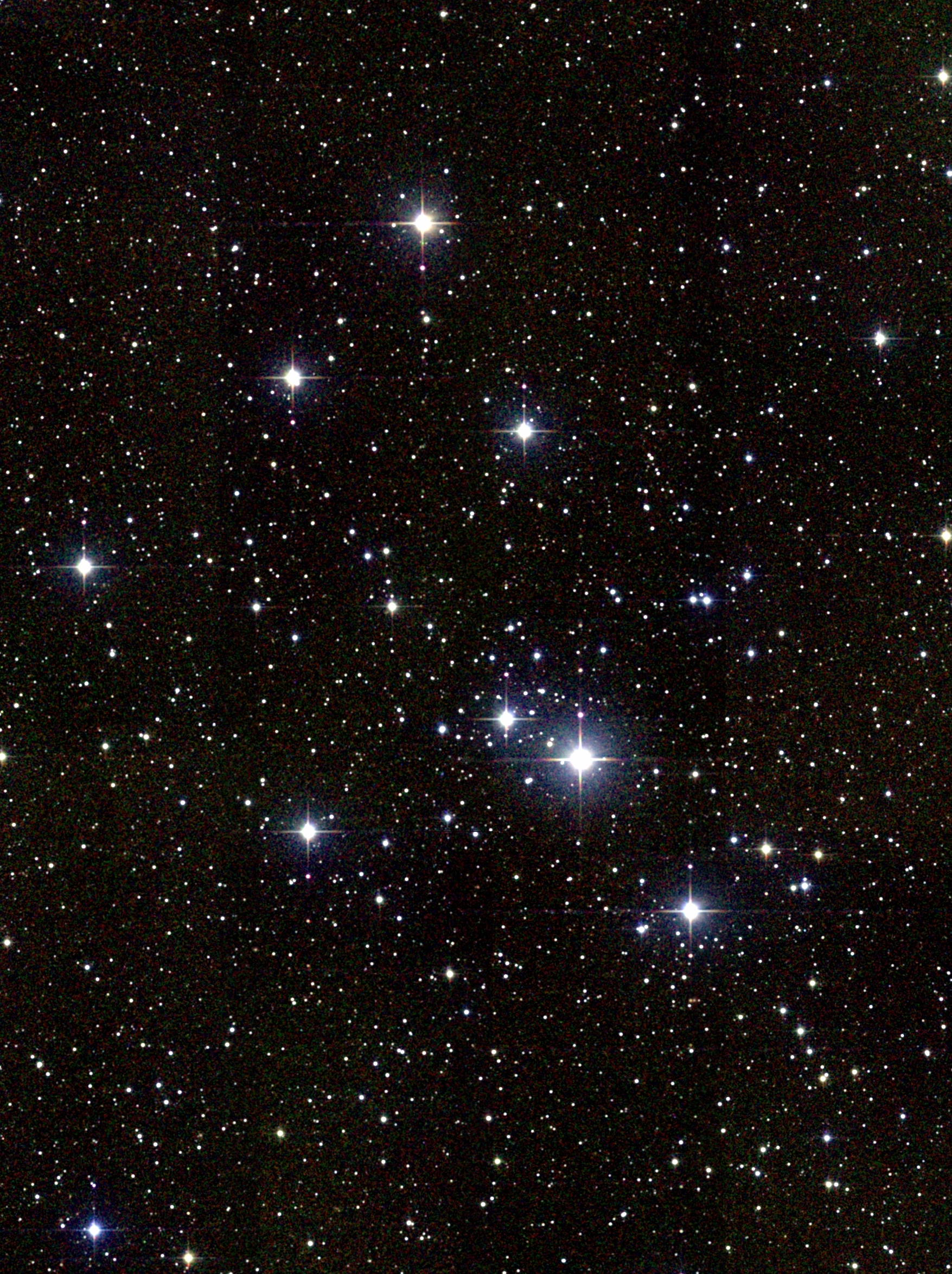
Center 2MASS/NASA
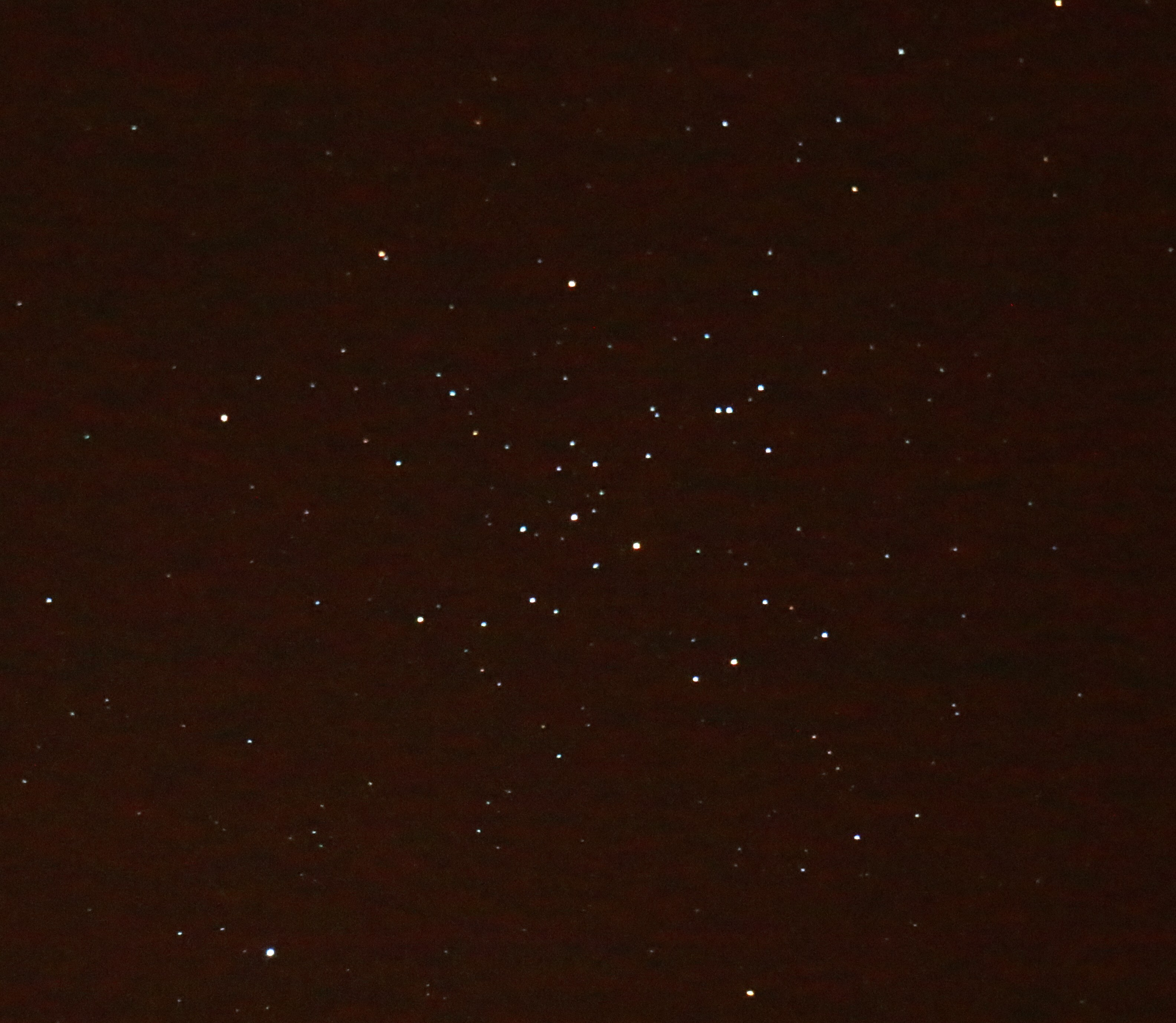
M41 sedd i ett 8-tums teleskop
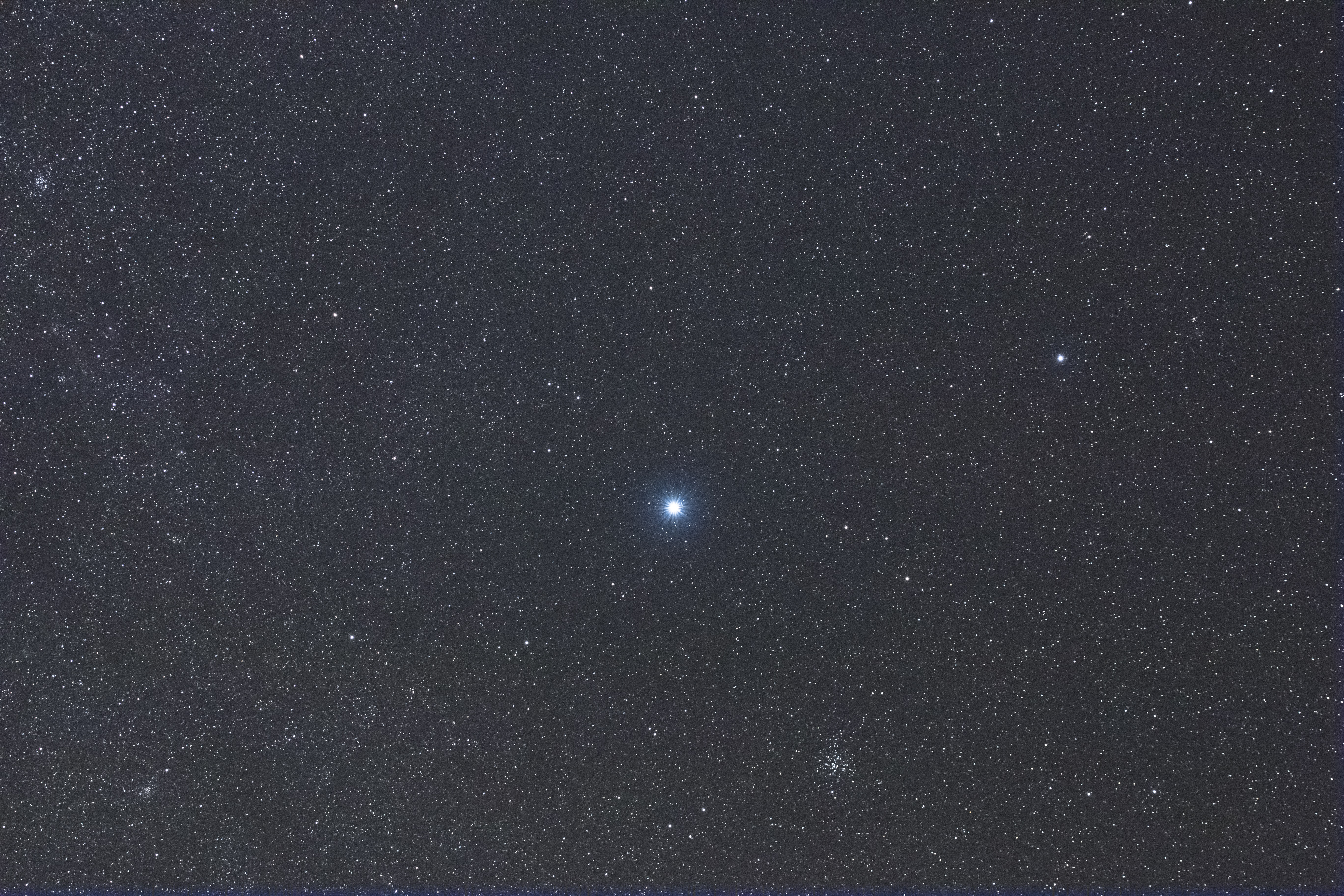
Sirius och M41 (nere till höger), M50 (uppe till vänster), and NGC 2360 (nere till vänster)
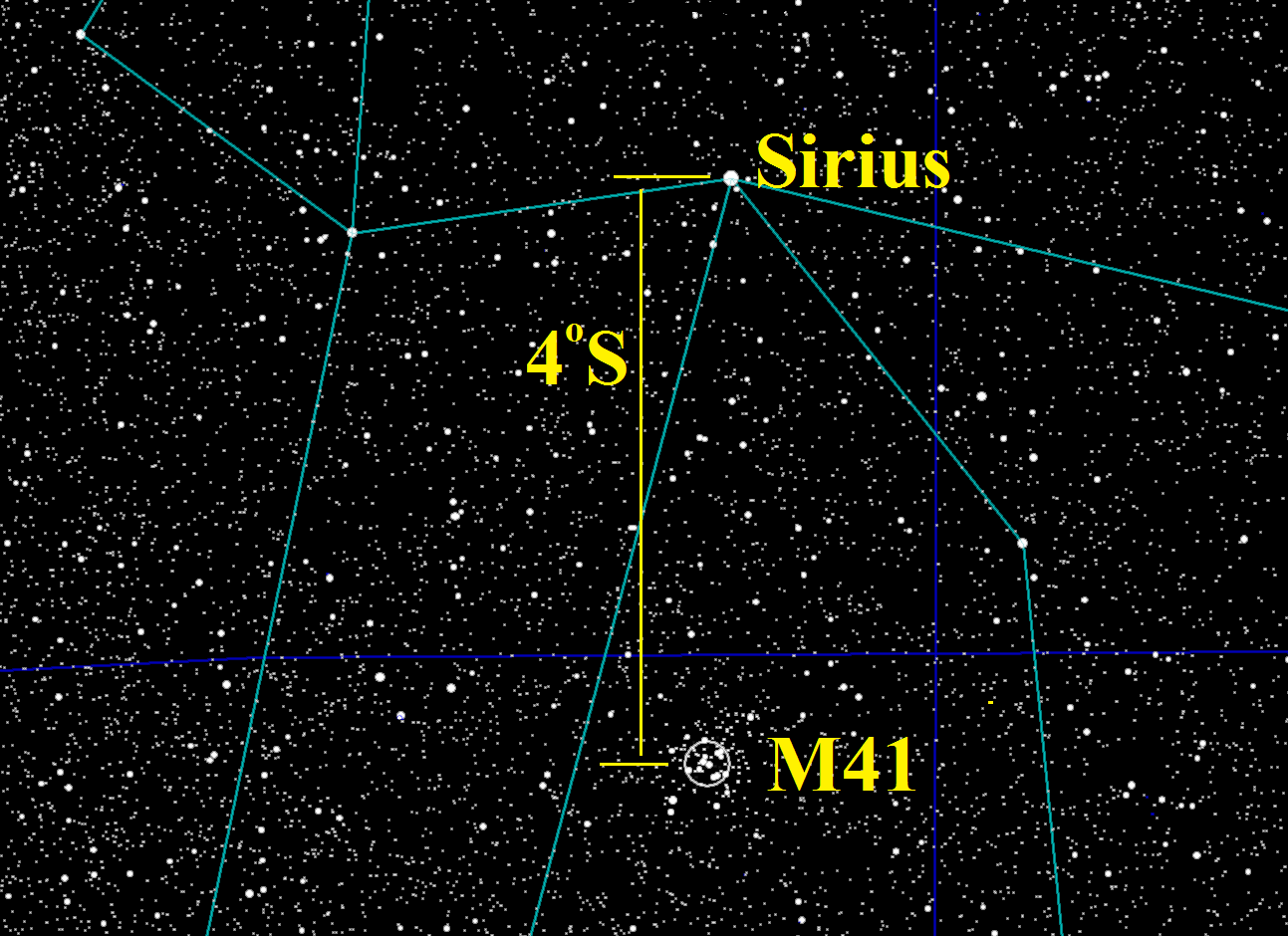
M41 navigeringschart
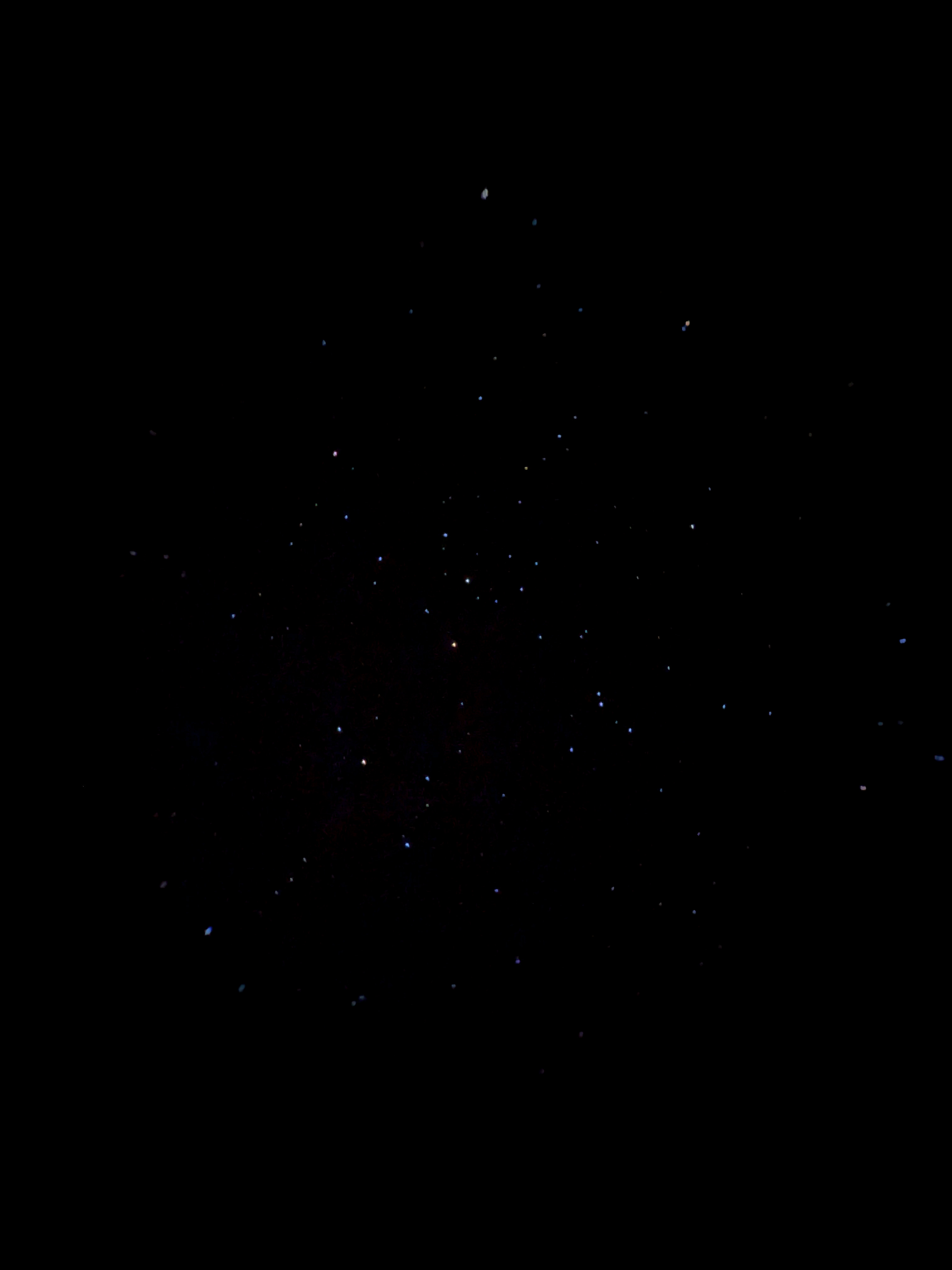
M41 fotograferade med ett 12-tums Dobsonteleskop i Viña del Mar